# Metropolia Owando
Metropolia Owando – jedna z trzech metropolia kościoła rzymskokatolickiego w Kongo. Została ustanowiona 30 maja 2020. 

## Diecezje
- Archidiecezja Owando
  - Diecezja Impfondo
  - Diecezja Ouésso

## Metropolici
- Victor Abagna Mossa (2020–2023)
- Gélase Armel Kema (od 2024)